# شورش بی‌دلیل
شورش بی‌دلیل (به انگلیسی: Rebel Without a Cause) فیلمی درام محصول ۱۹۵۵ به کارگردانی نیکلاس ری است. این فیلم برای نخستین بار به‌صورتی دیگر به مسائل جوانان آمریکایی می‌پردازد. شورش بی‌دلیل دومین فیلم بلند جیمز دین بود که برای بازی در آن تحسین شد.

## داستان
سه دانشجوی جوان شامل دو پسر و یک دختر که دچار مشکلات عاطفی و خانوادگی نیز هستند، به بازی‌های خطرناکی دست می‌زنند که به مرگ یکی از آنها می‌انجامد. فیلم با معرفی شخصیت‌ها جیم (جیمز دین)، جودی (ناتالی وود) و پلاتو (سال مینئو) در یک کلانتری آغاز می‌شود.

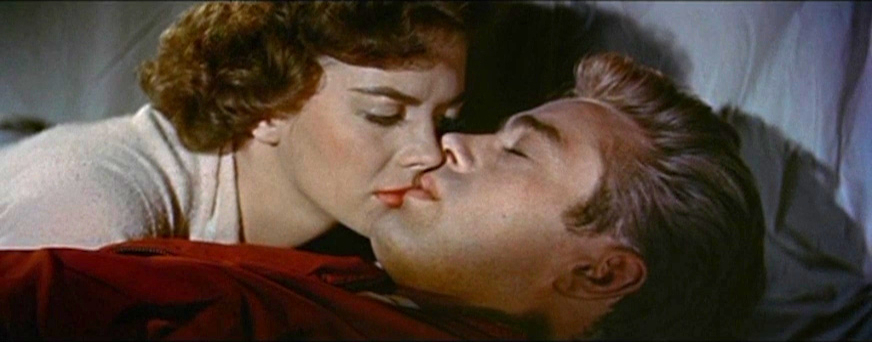
جیمز دین و ناتالی وود در نمایی از فیلم

## نامزدی‌ها
- نامزد جایزه اسکار بهترین بازیگر نقش مکمل مرد - سال مینئو
- نامزد جایزه اسکار بهترین بازیگر نقش مکمل زن - ناتالی وود
- نامزد جایزه اسکار بهترین فیلم - نیکلاس ری